# John Gayle (calciatore)
John Gayle (Bromsgrove, 12 settembre 1964) è un allenatore di calcio ed ex calciatore inglese, di ruolo attaccante.

## Carriera

### Giocatore
Esordisce in prima squadra (anche se a livello semiprofessionistico) già all'età di 16 anni nella stagione 1980-1981 con l'Alvechurch; negli anni seguenti continua a giocare e segnare con regolarità nel calcio non-League inglese, mantenendo nel frattempo anche una normale attività lavorativa, dal momento che fino al febbraio del 1989 rimane un semiprofessionista, cambiando peraltro squadra ogni singola stagione. Esordisce tra i professionisti nella parte finale della stagione 1988-1989, prelevato insieme al compagno di squadra Steve Cotterill dal Wimbledon FC, club di prima divisione, con cui conclude la stagione 1988-1989 giocando 2 partite di campionato. Nella stagione 1989-1990, pur restando una riserva, gioca con frequenza leggermente maggiore: oltre ad una presenza in FA Cup viene schierato infatti in 11 partite di campionato, nelle quali realizza anche una rete, la sua prima in carriera tra i professionisti. Dopo un'ulteriore stagione, in cui segna un gol in 7 partite di campionato, viene ceduto per 175000 sterline al Birmingham City, club di terza divisione, con cui nei mesi conclusivi della stagione 1990-1991 realizza 6 reti in 22 partite di campionato e 4 reti in 6 partite nel Football League Trophy, competizione che la sua squadra vince sconfiggendo per 3-2 il Tranmere nella finale di Wembley (con Gayle che nell'occasione è decisivo, realizzando una doppietta). Nella stagione seguente, al termine della quale il club viene promosso in seconda divisione, Gayle segna un gol in sole 3 presenze, mentre nella stagione 1992-1993 realizza 3 reti in 19 partite in seconda divisione per poi essere ceduto in prestito al Walsall, con cui termina l'annata realizzando una rete in 4 presenze in terza divisione.
Nell'estate del 1993 viene ceduto per 100000 sterline al Coventry City, club di prima divisione, dove nell'arco dell'intera stagione 1993-1994 gioca solamente 6 partite ufficiali (3 in campionato e 3 in Coppa di Lega) senza mai segnare; a fine anno viene ceduto per 70000 sterline al Burnley, in seconda divisione: qui, dopo 3 reti in 14 presenze, il 23 gennaio del 1995 passa, sempre per 70000 sterline, allo Stoke City, con cui nella seconda parte della stagione gioca altre 4 partite in seconda divisione; nella stagione 1995-1996 realizza invece 3 reti in 10 partite per poi passare in prestito al Gillingham, con cui conclude la stagione segnando 3 reti in 9 partite e conquistando una promozione dalla quarta alla terza divisione. Concluso il prestito fa ritorno alle Potteries, con cui nella prima parte della stagione 1996-1997 realizza una rete in 12 partite in seconda divisione. Il 10 febbraio 1997 passa per 25000 sterline al Northampton Town, con cui vincendo i play-off conquista una promozione dalla quarta alla terza divisione, categoria in cui nella stagione 1997-1998 realizza 6 reti in 35 presenze. Nell'estate del 1998 viene ceduto gratuitamente allo Scunthorpe Utd, club di quarta divisione, con cui giocando da titolare (37 presenze e 4 reti) conquista un'ulteriore promozione in terza divisione: il 25 novembre 1999, dopo 12 presenze senza reti in terza divisione con il club, passa in quarta divisione allo Shrewsbury Town, dove conclude l'annata realizzando 2 reti in 18 partite di campionato. Gioca in quarta divisione anche nella stagione 2000-2001: dopo una sola presenza nello Shrewsbury Town si accasa infatti al Torquay Utd, con la cui maglia realizza una rete in 13 presenze, arrivando così ad un totale di 249 presenze e 37 reti in carriera nei campionati della Football League. Conclude la carriera nel 2002, dopo una stagione in Southern Football League (sesta divisione) con i semiprofessionisti del Moor Green.

### Allenatore
Dal 2006 al 2008 ha allenato i dilettanti del Totnes & Dartington.

## Palmarès

### Giocatore

#### Competizioni nazionali
- Football League Trophy: 1

Birmingham City: 1990-1991